# Serolis hoshiaii
Serolis hoshiaii là một loài chân đều trong họ Serolidae. Loài này được Nunomura miêu tả khoa học năm 2005.